# Кристал Ріверз
Крістал Ріверс (Krystal Rivers; 23 травня 1994 , Бірмінгем, Алабама) — американська волейболістка, діагональний нападник. Переможниця Панамериканського кубка і фіналістка кубка Європейської конфедерації волейболу. Чемпіонка Франції і Німеччини.

## Клуби
| Роки      | Клуби                 |
| --------- | --------------------- |
| 2017—2018 | «Безьє»               |
| 2018—     | «Альянц МТВ Штутгарт» |

## Досягнення
Панамериканський кубок
- Перше місце (1): 2018

Кубок ЄКВ
- Друге місце (1): 2022

Чемпіонат Франції 
- Перше місце (1): 2018

Кубок Франції
- Друге місце (1): 2018

Чемпіонат Німеччини 
- Перше місце (4): 2019, 2022, 2023, 2024
- Друге місце (1): 2021

Кубок Німеччини
- Перше місце (2): 2022, 2024
- Друге місце (2): 2019, 2020

Суперкубок Німеччини
- Перше місце (2): 2023, 2024

## Статистика
Статистика виступів у європейських клубних турнірах:
| Сезон   | Клуб       | Турнір         | Ігри | Сети | Очки | Ср.  | Примітки |
| ------- | ---------- | -------------- | ---- | ---- | ---- | ---- | -------- |
| 2017/18 | «Безьє»    | Кубок ЄКВ      | 3    | 11   | 53   | 4,82 |          |
| 2018/19 | «Штутгарт» | Ліга чемпіонів | 11   | 39   | 172  | 4,41 |          |
| 2019/20 | «Штутгарт» | Ліга чемпіонів | 5    | 19   | 116  | 6,11 |          |
| 2020/21 | «Штутгарт» | Ліга чемпіонів | 6    | 24   | 132  | 5,5  |          |
| 2021/22 | «Штутгарт» | Кубок ЄКВ      | 5    | 18   | 88   | 4,89 |          |
| 2022/23 | «Штутгарт» | Ліга чемпіонів | 7    | 25   | 131  | 5,24 |          |
| 2023/24 | «Штутгарт» | Ліга чемпіонів | 10   | 37   | 189  | 5,11 |          |
| 2024/25 | «Штутгарт» | Ліга чемпіонів | 8    | 28   | 157  | 5,61 |          |

## Галерея

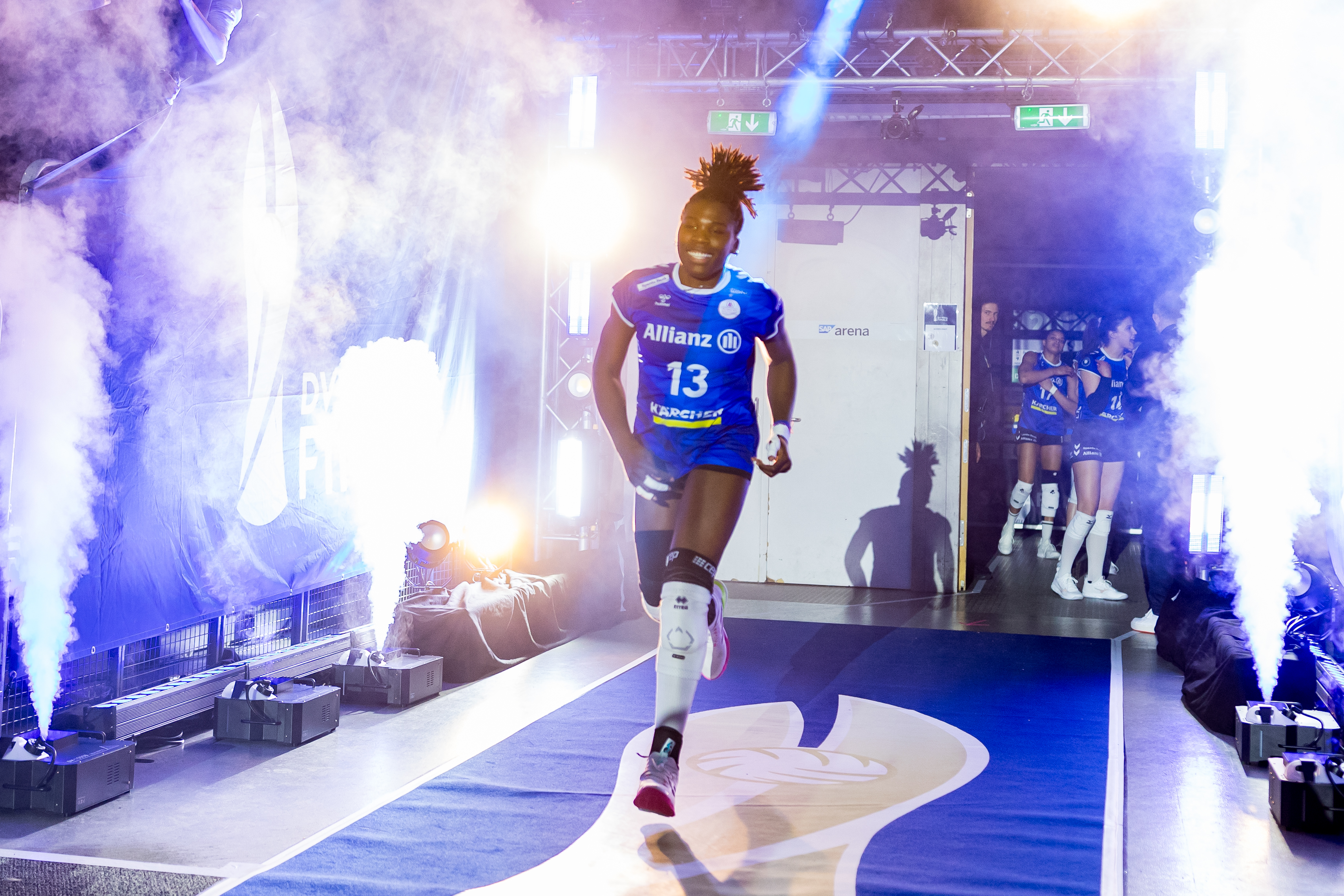
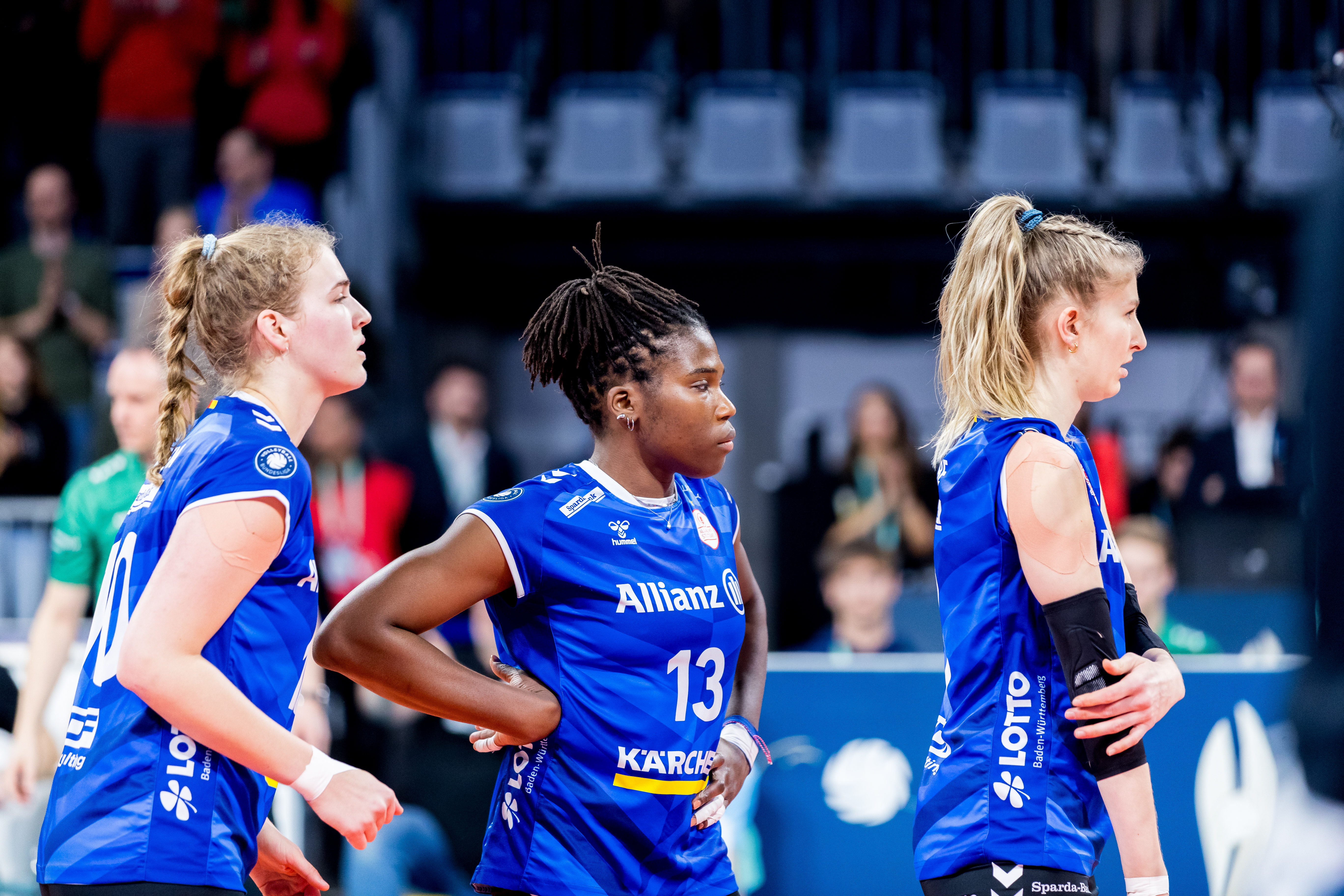